# Màrqueting per correu electrònic
El màrqueting per correu electrònic consisteix en la promoció directa d'un missatge comercial per via del correu electrònic. En el seu sentit més ampli, cada un dels correus electrònics enviats a un client actual o potencial es podria considerar màrqueting per correu electrònic. Normalment suposa fer-se servir del correu per enviar anuncis, proposar un negoci o sol·licitar vendes o donacions, amb la intenció de fomentar la lleialtat, confiança i consciència de marca. Aquests correus es poden enviar a llistes comprades o als clients que es troben a la base de dades. En general, el terme s'utilitza per referir-se, d'una banda, a l'enviament de missatges de correu electrònic amb la finalitat de millorar la relació d'un comerciant amb els seus clients actuals o anteriors i fomentar-ne la lleialtat, i, de l'altra, a l'enviament de missatges de correu electrònic amb la finalitat de fer clients nous o de convèncer els actuals perquè facin alguna adquisició. També es refereix al fet d'incloure anuncis als missatges de correu electrònic enviats per altres empreses als seus clients.
L'empresa Madison Logic va publicar l'abril del 2014 dades que afirmaven que s'envien 122 mil milions de correus electrònics cada hora.

## Tipus de màrqueting per correu electrònic
El màrqueting per correu electrònic es pot dur a terme mitjançant diferents tipus de missatges:

### Correus electrònics transaccionals
Els correus electrònics transaccionals es basen normalment en una acció del client amb l'empresa. Per ser qualificats de missatges transaccionals o de relació, l'objectiu principal d'aquestes comunicacions ha de ser "facilitar, completar o confirmar una transacció comercial que el destinatari ha acordat prèviament amb el remitent", a més d'algunes altres definicions més restrictives de missatgeria transaccional. Com a exemples de missatges transaccionals trobem missatges sobre la cistella de compra, missatges de correu electrònic de reinicialització de contrasenya, correus de confirmació de compra o comanda, missatges d'estat de la comanda o missatge de confirmació de l'enviament de la comanda.
L'objectiu principal d'un correu transaccional és comunicar informació sobre alguna acció que l'ha desencadenat. Però, a causa de l'elevat nombre de vegades que aquests missatges s'obren (51,3% enfront del 36,6% dels butlletins d'informació), els correus electrònics transaccionals són una oportunitat d'involucrar els clients, ja sigui per iniciar o per estendre la relació electrònica amb els clients o subscriptors, per anticipar-se i respondre a les preguntes o bé per fer vendes creuades o millorades de productes o serveis.
Molts venedors de programari de gestió de butlletins informatius ofereixen suport per a missatges transaccionals, la qual cosa permet incloure missatges promocionals en el cos d'aquests missatges. També hi ha venedors de programari que ofereixen serveis especialitzats de màrqueting per correu transaccional, que inclouen l'enviament de missatges de correu electrònic transaccionals dirigits i personalitzats i la gestió de campanyes de màrqueting específiques (com ara els programes de màrqueting per recomanació).

### Correus electrònics directes
Els correus electrònics directes o el màrqueting basat en interrupció implica enviar un correu electrònic només per comunicar un missatge promocional (per exemple, un anunci d'una oferta especial o un catàleg de productes). Les empreses solen recollir una llista d'adreces de correu electrònic de clients actuals o futurs per enviar missatges promocionals directes, o també poden llogar la llista a empreses de serveis, però fent servir sistemes segurs.

## Comparació amb el correu tradicional
El màrqueting per correu electrònic presenta avantatges i inconvenients respecte del correu tradicional.

### Avantatges
El màrqueting per correu electrònic (per Internet) té bona acollida per diverses raons:
- Es pot fer un seguiment de la rendibilitat de la inversió, la qual s'ha demostrat que pot ser alta quan es du a terme correctament. El màrqueting per correu electrònic sovint es considera la segona tàctica de màrqueting en línia més efectiva, només per darrere del màrqueting de cercadors.[4]
- El màrqueting per correu electrònic és bastant més barat i ràpid que el correu tradicional, principalment degut a l'alt cost i al temps necessari que comporta, en una campanya per correu tradicional, produir el material gràfic, imprimir-lo, posar-hi les adreces i enviar-lo.
- Els anunciants poden arribar a un nombre considerable d'abonats al correu electrònic que han triat rebre comunicacions sobre temes que els interessen.
- Gairebé la meitat dels internautes americans comproven o envien correus en el seu dia a dia.[5] Els enviats entra la una i les cinc de la matinada són els que aconsegueixen ràtios d'obertura i de clics d'entrada més altes.[6][7]
- El correu electrònic és comú entre els comerciants digitals, amb un augment estimat del 15% l'any 2009 al Regne Unit.[8]
- Si es compara amb el correu electrònic estàndard, el màrqueting per correu electrònic directe produeix un índex de respostes més alt i un valor de comandes mitjà més alt per a les empreses de comerç electrònic.[9]

### Inconvenients
Un informe publicat per l'empresa de serveis de correu electrònic Return Path revela que a mitjan 2008 l'enviabilitat de correus electrònics era encara un problema per als comerciants legals. Segons l'informe, els servidors de correu electrònic legals tenien una mitjana de taxa de lliurament del 56%, el 20% dels missatges eren rebutjats i el 8% eren filtrats.
Les empreses que estan pensant fer servir un programa de màrqueting per correu electrònic s'han d'assegurar que el seu programa no viola les lleis de correu brossa com ara la llei americana per controlar la pornografia (United States' Controlling the Assault of Non-Solicited Pornography and Marketing Act), les regulacions europees sobre privacitat i comunicacions electròniques, i la política d'ús del seu proveïdor de serveis d'Internet.

## Publicitat en llistes d'inclusió
La publicitat en llistes d'inclusió, o el màrqueting amb permís, és un mètode publicitari via correu electrònic pel qual el destinatari rep anuncis perquè s'ha donat d'alta voluntàriament. Aquest mètode és un dels molts que els comerciants han desenvolupat per eliminar els inconvenients del màrqueting electrònic.
El màrqueting per correu electrònic voluntari pot evolucionar cap a una tecnologia que fa servir un protocol de conformitat entre el remitent i el destinatari. Aquest sistema pretén aconseguir un grau de satisfacció més alt entre els consumidors i els comerciants. Si es fa servir la publicitat en llistes d'inclusió, el material que s'envia als consumidors serà "anticipat". S'entén que el consumidor el vol rebre, la qual cosa el diferencia dels anuncis no sol·licitats que s'envien al consumidor. Idealment, els anuncis enviats a llistes d'inclusió seran més personals i rellevants per al consumidors que els anuncis no personalitzats.
Un exemple clar de màrqueting amb permís és un butlletí d'informació que s'envia als clients d'una firma de publicitat. Aquests butlletins informen els clients sobre propers esdeveniments o promocions, o sobre nous productes. En aquest tipus de publicitat, una empresa que vol enviar un butlletí d'informació als seus clients els pot demanar en el moment de la compra si els agradaria rebre'l.
Amb la creació de bases de dades a partir de la informació dels contactes, els comerciants poden enviar materials promocionals fent servir programes de resposta automàtica, coneguts com a Drip Marketing. També poden segmentar les promocions per a segments de mercat específics.

## Requisits legals
L'any 2002 la Unió Europea va introduir la Directiva sobre privacitat i comunicacions electròniques. L'article 13 de la directiva prohibeix l'ús d'adreces de correu electrònic personals amb finalitat de màrqueting. La directiva estableix el règim voluntari, en què els missatges no sol·licitats s'envien només previ acord amb el destinatari. Això no afecta les adreces de correu electrònic de negocis.
D'aleshores ençà la directiva s'ha anat incorporant en les lleis dels diferents estats membre. Al Regne Unit tenen la Privacy and Electronic Communicacions Regulations del 2003 i afecta totes les organitzacions que fan màrqueting amb algun tipus de comunicació electrònica.
A més de complir els requisits legals, els proveïdors de correus electrònics (ESP per les sigles en anglès) han començat a ajudar els clients a establir i gestionar les seves pròpies campanyes de màrqueting electrònic. Els proveïdors de serveis faciliten plantilles de correu electrònic i consells sobre les millors pràctiques, així com mètodes per a la gestió de les subscripcions i les cancel·lacions de manera automàtica. Alguns proveïdors també ajuden en els problemes d'enviament per part de grans proveïdors de correu electrònic. També proporcionen estadístiques relatives al nombre de missatges rebuts i oberts, i si els destinataris fan clich en algun hiperenllaç que es troba dins del missatge.